# قطعنامه ۱۲۷۷ شورای امنیت
قطعنامه  ۱۲۷۷ شورای امنیت سازمان ملل متحد که در تاریخ ۳۰ نوامبر ۱۹۹۹ تصویب شد، سندی بین‌المللی دربارهٔ مسئلهٔ در مورد هائیتی است. این قطعنامه طی نشست ۴۰۷۴ام با ۱۴ رای موافق، ۰ مخالف و ۱ ممتنع تصویب شد.